# Xoco
Xoco, también conocida como Pueblo de Xoco es una colonia que se ubica en la alcaldía Benito Juárez, al sur de la Ciudad de México.

## Ubicación
Oficialmente Xoco es una Colonia de la Ciudad de México, se ubica en el extremo sur de la alcaldía Benito Juárez, los límites de esta colonia son los siguientes: Al norte limita con la Colonia Santa Cruz Atoyac en la Avenida Popocatépetl (Eje 8 Sur); al oriente limita con la colonia General Pedro María Anaya mediante la Avenida México Coyoacán, al sur limita con la Colonia Del Carmen de la alcaldía delegación Coyoacán en la Avenida Río Churubusco y al poniente limita con las Colonias Del Valle Sur y Acacias siendo el límite la Avenida Universidad.

## Historia
Xoco tiene su origen en Mesoamérica, fue parte de los pueblos de la cultura Teotihuacana que se desarrolló en el Valle de México de 150 a. C.. a 750 d. C. y se integró como parte de la Nueva España tras la llegada de los españoles en 1519. Aún persisten algunas tradiciones del periodo colonial, tanto elementos originarios simples como entremezclados que sobrevivieron.  
La colonia Xoco obtiene su nombre de un caserío mexica datado entre los años 1300-1521 d. C. Sin embargo, existen restos de construcciones que indican la presencia de una aldea teotihuacana entre los años 225-550 d. C. El nombre viene del náhuatl y significa «lugar de frutas» debido a las huertas que existían en el lugar. En el siglo XVIII se fundó la Hacienda de Xoco y en 1908 el pueblo pasó a ser el barrio de Xoco.
La capilla de San Sebastián Mártir, ubicada al centro de la colonia, fue construida en 1663. Su fiesta patronal se realiza el domingo siguiente al 20 de enero, y la fiesta Santo Jubileo, el tercer domingo de abril.
El panteón del mismo nombre fue creado en 1912 gracias a una donación y es parte importante de la comunidad.
La transición que experimentó de ser una comunidad rural a formar parte de una gran ciudad colonial ha sido un precedente en como se ha llevado la organización espacial, económica, militar, política, social y simbólica para la población originaria, lo que ha influido el México antiguo hasta la actualidad.

### Gentrificación del Pueblo de Xoco

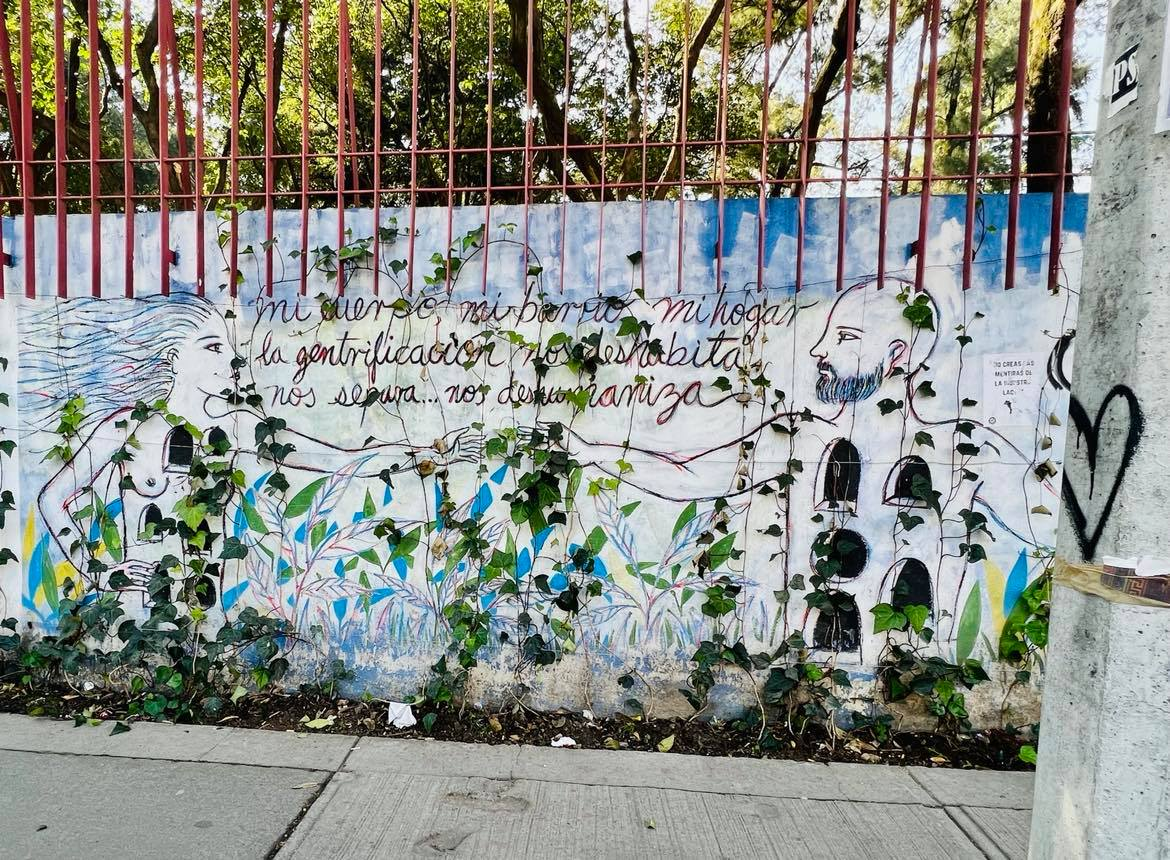
"Mi cuerpo, mi barrio, mi hogar, la gentrificación nos deshabita, nos separa, nos deshumaniza". Mural contra la gentrificación en el Panteón de Xoco

En Xoco prevalece un conflicto por el espacio urbano, la gentrificación es evidente por la transformación del paisaje. Se argumenta que el impacto va más allá lo estético, ya que esta transformación afecta las relaciones, significaciones y prácticas del espacio.
En la actualidad, existen tensiones entre los vecinos y el desarrollo inmobiliario que hay en la zona, principalmente por la construcción de la Torre Mitikah. El conflicto data de 2008 cuando comenzó la construcción de Mítikah, las primeras protestas contra la gentrificación que realizaron los vecinos de la Alcaldía Benito Juárez fueron en 2012, contra la construcción del Deprimido Mixcoac, a quienes se les acusó de tener intereses partidistas y que estaban limitando el desarrollo y aumento de la plusvalía de la zona. Fue hasta 2015 cuando los problemas entre el pueblo Xoco y las construcciones salieron a la luz. La construcción del centro comercial siguió su curso, aunque el caso ha llegado a la Cámara Legislativa de la Ciudad de México para pedir la suspensión del proyecto.

## Transporte
La estación Coyoacán de la Línea 3  del Metro de la Ciudad de México.

## Sitios destacados
Dentro de la colonia Xoco se encuentran las instalaciones del Centro Bancomer, construido en 1971; el Centro Comercial Coyoacán, el centro comercial Patio Universidad y la torre Mitikah. Los centros culturales son la Cineteca Nacional con un amplio catálogo de proyecciones y exposiciones temporales y el Centro Cultural Roberto Cantoral. Las oficinas del Instituto Mexicano de la Radio, Instituto Nacional de los Pueblos Indígenas y de la Sociedad de Autores y Compositores de México también se encuentran localizadas en esta colonia.